# Ідеально
«Ідеально» («Perfect») — американська романтична драма 1985 року, знята режисером Джеймсом Бріджесом на студії «Columbia Pictures», з Джоном Траволтою і Джеймі Лі Кертіс у головних ролях.

## Сюжет
Журналіст із Нью-Йорка Адам Лоуренс вирушає до Лос-Анджелеса писати велику статтю про бізнесмена, заарештованого за підозрою в торгівлі наркотиками. Крім того, під час відрядження Адам збирає матеріал для іншої своєї статті, в якій хоче представити фітнес-клуби як бари для одинаків сучасності.
Він відвідує модний клуб під назвою «Спортивний зв'язок» і знайомиться з інструктором з аеробіки Джессі, колишньою олімпійською чемпіонкою з плавання, але та на прохання про інтерв'ю відповідає відмовою, оскільки раніше вже мала неприємний досвід спілкування з журналістами. Проте між ними розгортається роман, і Адам приходить до моральної дилеми: він не бажає очорняти дівчину, але, будучи професіоналом, змушений описувати те, що відбувається, об'єктивно. Репортер вступає до клубу і разом з усіма займається тренуваннями, спілкується з іншими членами «Спортивного зв'язку» і розуміє, що фітнес-центри справді є такими місцями, куди ходять самотні люди з метою знайти собі коханця.
Поки Джессі відмовляється від інтерв'ю, Адам опитує інших спортсменів, намагаючись довести їй, що не всі журналісти женуться за сенсаціями. У підсумку він пише розгорнутий аналіз діяльності фітнес-клубів, позбавлений будь-якої вульгарності та пікантних моментів, які планувалися спочатку. Однак головному редактору не подобається надіслана стаття, і він вирішує все в ній змінити, додавши компрометуючу інформацію на членів клубу, зокрема про скандал, який стався з Джессі в молодості. Адама відправляють робити репортаж у Марокко, тоді як відвідувачі «Спортивного зв'язку» в журналі Rolling Stone читають про себе неприємну замітку — всі розлючені, особливо Джессі.
Адам дізнається про фальсифікацію зі статтею і, кинувши всі справи, повертається до Лос-Анджелеса. Він намагається повідомити дівчині про свою непричетність до написаного, але та не вірить, і журналіста заарештовують за те, що він відмовився видати суду плівку з інтерв'ю бізнесмена, якому пообіцяв не розголошувати запис. Джессі розуміє, що людині, яка зробила такий вчинок, можна вірити, і возз'єднується з Адамом.

## У ролях
- Джон Траволта — Адам Лоуренс
- Джеймі Лі Кертіс — Джессі Вілсон
- Янн Веннер — Марк Рот
- Марілу Геннер — Саллі Маркус
- Лорейн Ньюман — Лінда Слейтер
- Енн Де Сальво — Френкі
- Метью Рід — Роджер
- Джон Напіерала — редактор міських новин
- Стефан Гіраш — Чарлі
- Реймі Елліс — секретарка в редакції міських новин
- Альма Бельтран — скорботна жінка
- Перла Волтер — скорботна жінка
- Джина Мореллі — скорботна жінка
- Філіп Дельгранж — метрдотель у Нью-Йорку
- Том Шиллер — друг Карлі Саймон
- Пол Кент — суддя
- Мерфі Данн — Пекерман
- Кеннет Велш — Джо Маккензі
- Майкл Ласкін — державний обвинувач
- Роберт Старк — державний обвинувач
- Лорі Бертон — місіс Маккензі
- Енн Траволта — Мері
- Нанетт Патті-Франчіні — Нанетт
- Стівен Змед — іпохондричний шахрай
- Робін Семюел — Робін
- Роберт Парр — Роберт
- Розалінда Інглдью — Стерлінг
- Челсі Філд — Ренді
- Пол Баррезі — патрон спортзалу
- Кенні Грізвольд — Кенні
- Ронні Клер Едвардс — Мелоді Вілсон
- Джулія Фултон — Марта Янг
- Карлі Саймон — епізод
- Лорен Гаттон — епізод

## Знімальна група
- Режисер — Джеймс Бріджес
- Сценаристи — Аарон Летем, Джеймс Бріджес
- Оператор — Гордон Вілліс
- Композитор — Ральф Барнс
- Художник — Майкл Д. Геллер
- Продюсери — Джеймс Бріджес, Джоан Едвардс, Кім Курумада, Джек Ларсон